# Ceratopteris succulenta
Ceratopteris succulenta là một loài thực vật có mạch trong họ Pteridaceae. Loài này được (Roxb.) Fraser-Jenk. mô tả khoa học đầu tiên năm 208.